# Adolfo Waitzman
Adolfo Waitzman Goldstein (Buenos Aires, 4 de maig de 1930 - Madrid, 9 de maig de 1998) va ser un compositor i arranjador argentí establert a Espanya.

## Biografia
D'origen jueu, va estar establert en Espanya —on va desenvolupar tota la seva carrera professional— des de principis dels anys 1960. Va ser especialment conegut per compondre melodies tant per a cinema com per a televisió i va compondre la banda sonora de més de setanta pel·lícules. Entre elles cal citar Diferente (1961), La gran familia (1962), Atraco a las tres (1962), Los chicos con las chicas (1967) o Las cuatro bodas de Marisol (1967). Per a TVE va compondre la sintonia de sèries i programes com ¡Señoras y señores! (1973), Este señor de negro (1976) o El hotel de las mil y una estrellas (1978).
No obstant això, dels seus treballs, el que major popularitat va aconseguir va ser la melodia amb la qual donava inici el programa més recordat de la televisió a Espanya, Un, dos, tres... responda otra vez. Una sintonia, a la qual va posar veu el propi director del concurs, Narciso Ibáñez Serrador en el paper de la Calabaza Ruperta, i que ha quedat gravada en la memòria col·lectiva de tots els espanyols que van viure les dècades de 1970, 1980 i 1990.
Va marxar d'Espanya en els anys 1980, establint la seva residència primerament a Sud-àfrica, on va treballar per a una important empresa, i més tard a Las Vegas i Califòrnia (Estats Units).
Va estar casat, entre el 22 d'agost de 1969 i 1978, amb la cantant Encarnita Polo, per a la qual va arreglar i va produir el cèlebre tema Paco, Paco. Van ser pares d'una filla anomenada Raquel (1970). Va mantenir un romanç amb la cantant Isabel Patton.

## Premios
Medalles del Cercle d'Escriptors Cinematogràfics
| Any  | Categoria     | Pel·lícula | Resultat  |
| ---- | ------------- | ---------- | --------- |
| 1962 | Millor música | Diferente  | Guanyador |